# Liechtenstein i olympiska vinterspelen 1994
Liechtenstein deltog med tio deltagare vid de olympiska vinterspelen 1994 i Lillehammer. Ingen av landets deltagare erövrade någon medalj.